# ريتشارد د. وود
ريتشارد د. وود (بالإنجليزية: Richard D. Wood)‏ هو أحيائي أمريكي، ولد في 3 يونيو 1955.